# PlaX
PlaX（プラックス）は、京都府相楽郡のBioworks社が開発したサトウキビなどの植物を原料とするバイオプラスチック「ポリ乳酸」に植物由来の添加物を加えて品質と機能をアップデートさせた新しい合成繊維の商標名。

## 概要
これまでのポリ乳酸には耐久性や耐熱性、繊維に加工する際の染色性など課題があり、一般に流通させるには多くの課題があった。それらの課題が解決され、既存の合成繊維やプラスチック製品への置き換えが期待されている。そのPlaXを紡糸し、ポリ乳酸の持つ機能性、環境性を備えた繊維素材が、「PlaX Fiber」である。